# Saniella verna
Saniella verna là một loài thực vật có hoa trong họ Hypoxidaceae. Loài này được Hilliard & B.L.Burtt miêu tả khoa học đầu tiên năm 1978.